# ファブルィカ・ブローニ・ウーチュニク
ファブルィカ・ブローニ・ウーチュニク－ラドム有限会社（ポーランド語: Fabryka Broni „Łucznik” – Radom Sp. z o.o.、「ラドムの有限会社“射撃手”造兵廠」の意）は、ラドムにあるポーランドの軍需企業で、銃器を生産している。ポルスカ・グルパ・ズブロイェニョーヴァ（PGZ）の傘下企業。略称として、ポーランドで一般的なファブルィカ・ブローニやFBウーチュニク (FB Łucznik) のほか、ポーランド国外では y の発音を転訛させたファブリカ・ブローニ、あるいはラドム造兵廠やラドム社などと呼ばれることがある。
第二次世界大戦前からファブルィカ・ブローニ・ヴ・ラドーミュ（ポーランド語: Fabryka Broni w Radomiu、「ラドムの造兵廠」の意）として営業していたが、有限会社として正式に設立されたのは2000年7月14日である。

## 製品
- ラドムVIS wz1935 - 自社設計の自動式拳銃
- Kbkg wz. 1960 - ソ連のアサルトライフルAK-47の改良版
- PM-63 RAK - 自社設計の短機関銃
  - PM-84 - 上記RAKの後継モデル
- Kbk wz. 1988 タンタル - ソ連のアサルトライフルAK-74の改良版
  - Kbs wz. 1996 ベリル - 上記タンタルの後継モデル
- ワルサーP99 - ドイツの自動拳銃のライセンス生産